# Os der blev tilbage
|  | Denne artikel er oprettet af botten PalnaBot ud fra en ekstern database. Den kan derfor have sproglige fejl eller mangler. Denne skabelon kan fjernes efter kontrol af indholdet. |

Os der blev tilbage er en dokumentarfilm instrueret af Anna Lindenhoff Elming efter manuskript af Anna Lindenhoff Elming.

## Handling
I 'Os, der blev tilbage' har Anna Lindenhoff Elming taget fat i spørgsmålet om, hvordan vi på forskellige måder lever videre, efter dem vi elsker dør. Målet var at lave en film, som lod de efterladte vide, at de ikke er alene om, at være alene i verden.